# Ibn al-Fuwatí
Kamal-ad-Din Abu-l-Fadl Abd-ar-Razzaq ibn Àhmad ibn as-Sabuní (àrab: كمال الدين أبو الفضل عبد الرزاق بن أحمد بن محمد الصابوني, Kamāl ad-Dīn Abū l-Faḍl ʿAbd ar-Razzāq ibn Aḥmad ibn aṣ-Ṣābūnī), conegut com a Ibn al-Fuwatí (àrab: ابن الفوطي, Ibn al-Fuwaṭī) (Bagdad, 25 de juny de 1244 - 12 de gener de 1323), va ser un bibliotecari i historiador medieval amb una obra molt extensa, tot i que la majoria dels seus llibres s'han perdut. La seva obra existent més important és Talẖīṣ, un diccionari biogràfic.

## Biografia
Ibn al-Fuwatí va néixer el 25 de juny de 1244 a Bagdad. La seva família era originària de Marw al-Rudh, al Khurasan. La seva nisba indica que un dels seus avantpassats era un venedor d'embolcalls de cintura (àrab: fūṭa, plural: fuwaṭ). Als 14 anys fou esclavitzat i empresonat pels mongols després de prendre Bagdad (1258) i posteriorment fou portat a l'Azerbaidjan. El 1261/62, es va unir a Nassir-ad-Din at-Tussí a Maragha, que el va nomenar bibliotecari de l'observatori de Maragha. Mentre era a Maragha, Ibn al-Fuwatí va escriure un diccionari biogràfic d'astrònoms, Taḏkirāt man qaṣada ar-raṣad, perdut. Va romandre a Maragha junt amb el fill i successor d'at-Tussí, Assil-ad-Din. El 1281, Ibn al-Fuwatí va tornar a Bagdad a petició d'Ata-Malik Juvayni i va ser nomenat director de l'escola Mustansiriyya.
Ibn al-Fuwatí va visitar l'Azerbaidjan almenys tres vegades entre 1304 i 1316 i es va retirar a Bagdad després de l'execució de Raixid-ad-Din al-Hamadhaní el 1318. Charles P. Melville suggereix que algunes de les obres d'Ibn al-Fuwatí van ser destruïdes durant el sac posterior del barri de Raixidiyya.
Les creences religioses d'Ibn al-Fuwatí no són fàcilment classificables, ja que s'afirma que fou hanbalita, xafiita, xiïta i sufí. Bevia vi i va ser reconegut per les seves obres cal·ligràfiques. Va morir el 1323 a Bagdad.

## Obra
L'obra existent més important d'Ibn al-Fuwatí és el diccionari biogràfic Talẖīṣ. Es creu que Talẖīṣ és un resum de Majmaʿ al-ādāb fī muʿjam al-alqāb. Tanmateix, pot ser que el Majmaʿal-ādāb fī muʿjam al-alqāb no hagi existit mai. Melville remarca que, encara que el treball existís, probablement no es va acabar mai. El Talẖīṣ mateix tampoc no es va completar mai, ja que moltes entrades no estan acabades o es van deixar en blanc. L'abast exacte de Talẖīṣ no està clarament definit, tal com apareix. Inclou una àmplia gamma de persones ordenades pel seu nom. La majoria d'entrades es refereixen a persones dels actuals Iraq i Iran occidental i central, especialment d'Esfahan. Melville assenyala que Talẖīṣ conté una gran quantitat d'informació sobre la vida intel·lectual i cultural de l'Ilkhanat.
Ibn al-Fuwatí va estudiar mongol i persa. Tot i que no va escriure llibres en persa, sí que posseïa un llibre de memòries (majmuʿa) per a poesia persa. A Talẖīṣ, Ibn al-Fuwatí cita ocasionalment la poesia persa.